# Elodina signata
Espèce

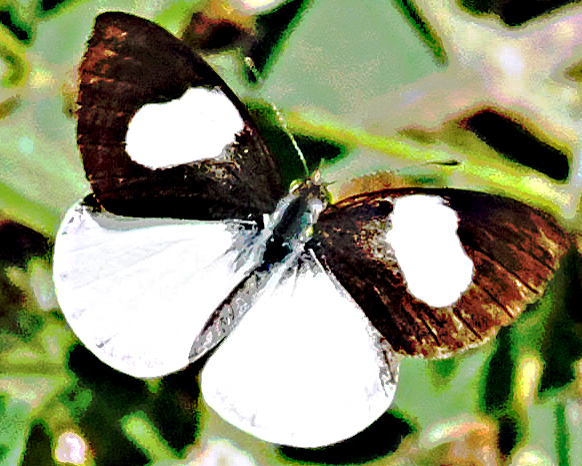
Elodina signata signata mâle en vol

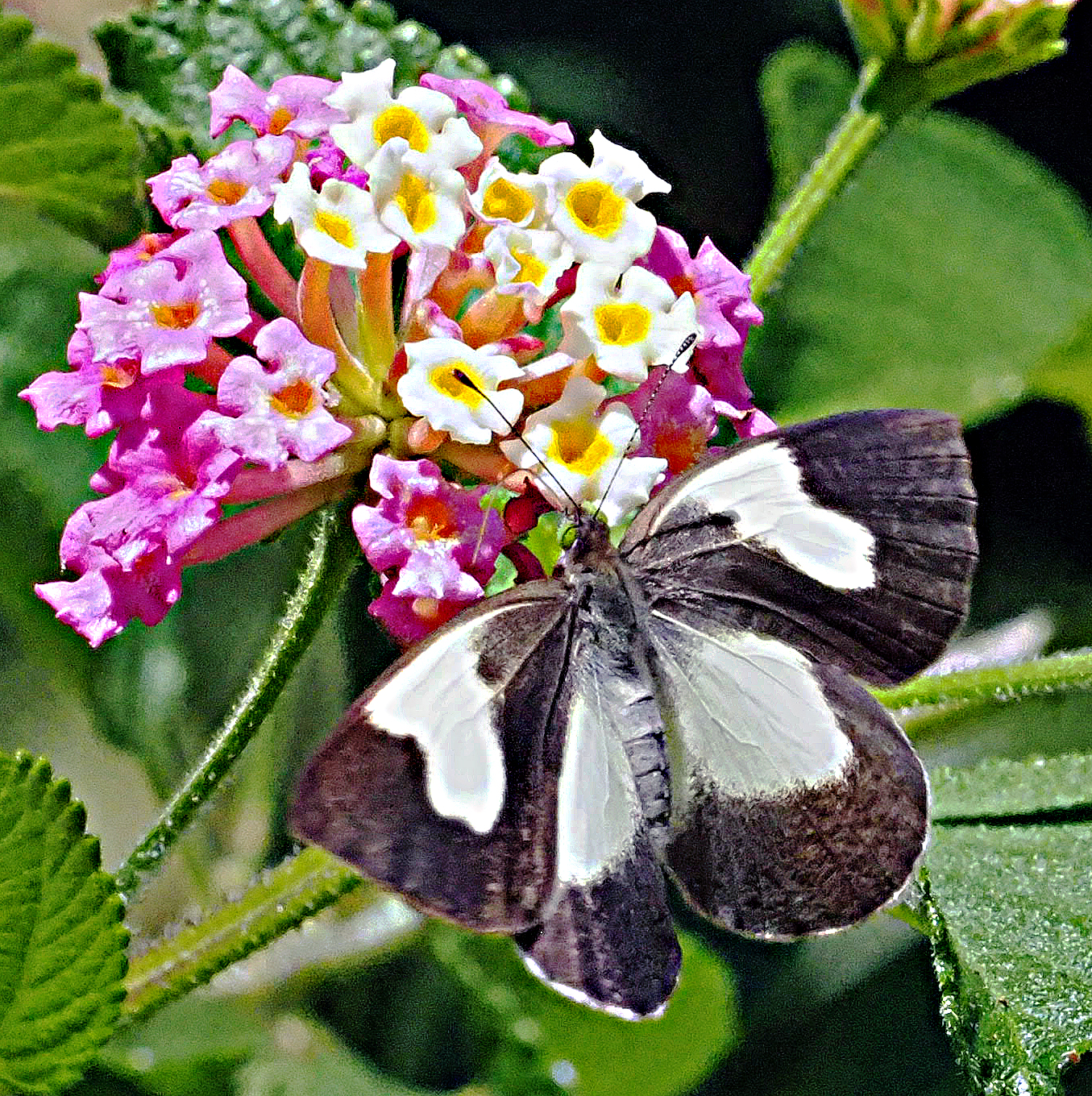
Elodina signata signata femelle butinant une fleur de Lantana

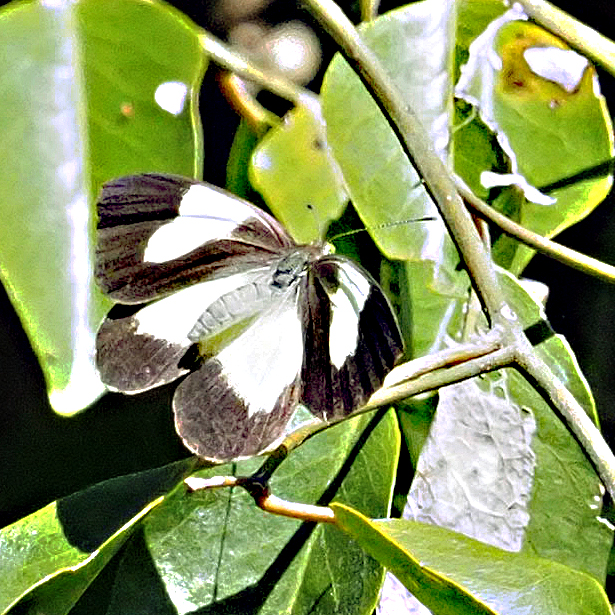
Elodina signata signata femelle cherchant à pondre sur Capparis sp. plante-hôte des chenilles.

Elodina signata est une espèce de lépidoptères (papillons) de la famille des Pieridae, de la sous-famille des Pierinae et du genre Elodina.

## Dénomination
Elodina signata a été nommé par Wallace en 1867.

## Description
Ce papillon blanc de taille moyenne avec une envergure d'environ 50 mm présente des ailes antérieures à large bordure noire laissant une large tache blanche touchant la bordure costale. Les ailes postérieures présentent un dimorphisme suivant le sexe, chez le mâle blanches avec une fine bordure noire et chez la femelle une très large bordure noire.

## Écologie et distribution
Elodina signata réside uniquement en Nouvelle-Calédonie à Grande Terre, sur la côte ouest et sud,. L'espèce est également présente sur Lifou et Maré.

### Protection
Pas de statut de protection particulier.